# 瓦克
瓦克是德国下萨克森州的一个市镇。总面积7.90平方公里，总人口1390人，其中男性680人，女性710人（2011年12月31日），人口密度176人/平方公里。